# Kréma
Kréma est une marque commerciale et une entreprise française de confiserie, créée en 1923 par M. Molié, d'abord installée à Vincennes, puis à Montreuil (Seine-Saint-Denis) à partir de 1925.
Elle appartient depuis 2017 à la société Carambar & Co, majoritairement possédée par le fonds d'investissement français Eurazeo.

## Historique
En 1955, la société Kréma fusionne avec Hollywood.
En 1958, lancement du chewing-gum Malabar.
En 1963, la société Kréma-Hollywood est rachetée par General Foods Corporation et devient General Foods France.
En 1973, General Foods construit l'usine de Reims.
En 1988, lancement de Kiss Cool. L'usine de Montreuil ferme en 1994 et les productions de chewing-gum sont transférées à Saint-Genest-d'Ambière, dans la Vienne, près de Châtellerault.
En 1990, les marques Kréma, Hollywood, Malabar, Kiss Cool et La Vosgienne (acquise en 1987) sont regroupées dans Kraft Jacobs Suchard, filiale de Kraft Foods, à la suite de la fusion de ce dernier avec General Foods au sein de Philip Morris.
En 1999, Kraft  ferme l'usine de Reims, transfère en partie les productions à Saint-Genest-d'Ambière et cède un an plus tard son activité confiserie (bonbons et chewing-gum) à Cadbury.
En 2010, Kraft Foods rachète Cadbury et redevient propriétaire des marques héritées de General Foods.
De 2012 à 2017, Krema appartient au groupe Mondelez International (issu d'une scission de Kraft foods).
En 2017, Krema redevient français, la marque et l'entreprise produisant Krema étant rachetées par la holding CPK, structure créée par fonds d'investissement Eurazeo (majoritaire). L'entreprise est ensuite intégrée à Carambar & Co, possédée à 100% par CPK.

## Produits phares
La marque de bonbons Kréma était renommée dans les années 1950 à 1970 pour ses pâtes à mâcher, en particulier le Mint'Ho, à la menthe, créé en 1923. Une autre variante Régliss'Mint combine menthe et réglisse sous forme de deux parties (blanche pour menthe et noire pour réglisse).
Le Mint'Ho se caractérisait par le fait que, seul de tous les bonbons de son époque, il flottait sur l'eau, en raison d'une technique de foisonnement de micro-bulles d'air qui le rendait facile à mâcher et exaltait son goût.
Batna, caramel à la réglisse aromatisée à l'anis et la violette, est créé en 1954 et doit son nom aux événements du 1er novembre 1954 s’étant déroulés dans la ville éponyme.

## Parfums
On trouve des Krema Régal'ad avec les goûts abricot, cerise, cassis, fraise, citron, framboise, orange, caramel, grenadine, iced tea pêche, cola, pomme verte, Batna (Caramel et réglisse), Regliss'mint (Menthe et réglisse), Mint'Ho (Caramel blanc à la menthe).

## Ingrédients
Sucre, sirop de glucose, Huile de palme, amidon de maïs, lait écrémé en poudre, extrait de réglisse, acide citrique (acidifiant) arômes, stabilisant (gomme d’acacia), E150c, E104, E129, E124, E110, E133 (colorants), E471, arômes naturels, lécithine de soja (émulsifiants), sel, bicarbonate de sodium (correcteur d'acidité).

## Fabrication
Les bonbons sont fabriqués dans l'usine de Saint-Genest-d'Ambière.